# Street Racer (jeu vidéo)
Pour les articles homonymes, voir Street Racer (homonymie).
Street Racer est un jeu vidéo de course, similaire à Super Mario Kart, développé par le studio anglais Vivid Image et édité par Ubisoft, sorti en 1994 sur Super Nintendo. Le jeu a été adapté sur les consoles Mega Drive, PlayStation, Saturn et Game Boy, et les ordinateurs Amiga et  PC.
Il fut l’un d’un premier jeu à utiliser les accessoires pour multiplier le nombre de manettes et fut le premier jeu de course à autoriser 8 joueurs simultanément sur un même écran (dans ce cas, l’écran est splitté).

## Système de jeu
Le gameplay du jeu est très similaire à celui de Super Mario Kart à ceci près que dans Street Racer, les combattants sont déjà armés (chaque personnage a deux attaques spéciales).
Le jeu possède également des modes variés comme le mode « Soccer » (les participants doivent pousser un ballon dans des cages) ou le mode « Rumble » très proche d’un Destruction Derby où les combattants s’affrontent dans un match à mort dans une gigantesque arène.

## Personnages
Il y a 8 personnages (+ 1 caché) jouables dans le jeu :
- Hodja Nasreddin - Un vieux magicien turc âgé de plus de 400 ans
- Frank Instein - Un monstre vert de 100 ans, une sorte de fusion entre Frankenstein et Hulk
- Suzulu - Un sorcier vaudou africain
- Biff - Un jeune sportif américain de 19 ans
- Raphael - Un play-boy
- Surf Sister - Une jeune blonde australienne
- Helmut von Pointenegger - Un ancien pilote de la Luftwaffe qui a participé à la Première Guerre mondiale
- Sumo-San - Un sumo japonais venu du futur
- Rabbit - Le personnage secret du jeu, un lapin fort sympathique (non disponible sur Super Nintendo et Mega Drive)

## Courses
Le jeu de base ne compte que 8 courses (une course par personnage), cependant au fur et à mesure que l'on gagne des championnats, on peut en débloquer 19 autres (chaque personnage à 3 courses dans son univers).

## Accueil
- PC Team : 70 %[1]
- La version Super Nintendo est notée 95%[2] dans le magazine Joypad (magazine) par T.S.R et Trazom.